# Остров (Жуковський район, Калузька область)
Остров (рос. Остров) — село в Жуковському районі Калузької області Російської Федерації.
Населення становить 85 осіб. Входить до складу муніципального утворення Село Троїцьке.

## Історія
Від 2004 року входить до складу муніципального утворення Село Троїцьке

## Населення
1. Н/Д[2]